# Эриксдоттер, Анна
Анна Эриксдоттер Билке (швед. Anna Eriksdotter Bielke; 1490—1525) — шведская дворянка, участница войны за независимость Швеции против Дании, руководившая гарнизоном Кальмарского замка.

## Биография
Дочь феодала и государственного советника Эрика Турессона Билке (ум. 1511) и Гуниллы Йохансдоттер Бесе (1475—1553). Сестра рыцаря и губернатора Акселя Билке (1500—1559), члена риксрода Туре Билке (ум. 1533 или 1534) и печально известной Барбро Эриксдоттер (1505—1553). В 1514 году вышла замуж за дворянина и члена риксрода Юхана Монссона (1470—1520), губернатора Кальмара и командира гарнизона Кальмарского замка в 1510—1520 годах.
В 1520 году шведы подняли антидатское восстание, в разгар которого погиб Юхан. Анна взяла на себя обязанности по командованию замком и отражала наступление датчан на Кальмар — аналогично тому, как её мать руководила гарнизоном Выборгского замка во время осады, ведомой русскими войсками. Вскоре после бегства из датского плена Густава Вазы, будущего короля Швеции и дальнего родственника Анны, от того поступила просьба к Анне помочь ему в организации восстания. Несмотря на тёплый приём, Анна не решилась помогать Густаву, поскольку к городу подходил датский флот под командованием Сёрена Норбю, а в самом городе царили продатские настроения. После безуспешных попыток воодушевить население Густав Ваза покинул огород, а Анна вскоре капитулировала — в августе—сентябре 1520 года.
Позже Анна была помолвлена с Хенриком фон Меленом, братом Беренда фон Мелена — командира замка в 1523—1524 годах, который состоял в браке с Маргаретой фон Мелен и тем самым был в родстве с королём Густавом Вазой. По подозрению в заговоре фон Мелена сняли с должности командира экспедиции по решению брата Анны, Нильса Эрикссона. По требованию Густава Анна разорвала помолвку.

## В культуре
- В 1786 году в Королевской опере в Стокгольме была поставлена опера «Густав Ваза», автором которой был король Густав III. Партию Анны исполнила Ловиза Аугусти.